# لانکاگاما
لانکاگاما (به لاتین: Lankagama) یک منطقهٔ مسکونی در سری‌لانکا است که در استان جنوبی (سری‌لانکا) واقع شده‌است.